# Тодоровци (Великотырновская область)
Тодоровци (болг. Тодоровци) — село в Болгарии. Находится в Великотырновской области, входит в общину Велико-Тырново. Население составляет 2 человека (2022).

## Политическая ситуация
Тодоровци подчиняется непосредственно общине и не имеет своего кмета.
Кмет (мэр) общины Велико-Тырново — Румен Рашев (независимый) по результатам выборов в правление общины.